# 池本凪沙
池本 凪沙（いけもと なぎさ、2002年8月25日 - ）は、日本の女子競泳選手。京都府宇治市出身。2020年東京オリンピック競泳日本代表。

## 経歴
宇治市立宇治中学校、近畿大学附属高等学校卒業。中央大学法学部法律学科在学中。
2019年日本選手権の200m自由形で4位に入り、初の世界選手権代表に選出された。2019年世界水泳選手権では800mフリーリレーに出場し、8位入賞を果たした。
2021年日本選手権兼東京オリンピック選考会の200m自由形で4位に入り、オリンピック日本代表に選出された。2020年東京オリンピックでは800mフリーリレーに出場し、9位で予選落ちとなった。
2023年日本選手権の100m・200m自由形でともに2位に入り、世界選手権・アジア競技大会の代表に選出された。2023年世界水泳選手権では200m自由形予選落ち、400mフリーリレー8位入賞、800mフリーリレー予選落ち、混合400mフリーリレー7位入賞という結果を残した。
2024年3月27日、2024パリオリンピック女子自由形リレーメンバーに内定されたことが発表された。（※2024年5月10日更新。）
2024年パリオリンピックの競泳競技女子800メートルリレー予選では第1泳者を務め（第2泳者が小堀倭加、第3泳者が牧野紘子、第4泳者が白井璃緒）、7分59秒10のタイムで予選1組の6位、全体の13位となり決勝進出はならなかった。